# Bârlad
Bârlad là một đô thị thuộc hạt Vaslui, România. Dân số thời điểm năm 2002 là 69183 người.
Thành phố nằm ở hai bên bờ sông Bârlad chảy vào vùng đồng băng cao ở phía đông Moldavia.